# Рябиновское сельское поселение (Нолинский район)
Рябиновское сельское поселение — муниципальное образование в составе Нолинского района Кировской области России.
Центр — деревня Рябиновщина.

## История
Рябиновское сельское поселение образовано 1 января 2006 года согласно Закону Кировской области от 07.12.2004 № 284-ЗО.

## Население
| 2010  | 2012  | 2013  | 2014  | 2015  | 2016  | 2017  |
| ----- | ----- | ----- | ----- | ----- | ----- | ----- |
| 1551  | ↘1542 | ↘1511 | ↘1484 | ↘1449 | ↘1409 | ↘1369 |
| 2018  | 2019  | 2020  | 2021  |       |       |       |
| ↘1350 | ↘1318 | ↘1271 | ↘1141 |       |       |       |

## Состав
В поселение входят 11 населённых пунктов (население, 2010):
| - деревня Рябиновщина — 613 чел.; - починок Александровский — 0 чел.; - село Ботыли — 158 чел.; - деревня Варнаки — 237 чел.; - деревня Зубари — 14 чел.; - деревня Квашенники — 38 чел.; | - деревня Лузино — 8 чел.; - посёлок Птицефабрика — 343 чел.; - деревня Пуга — 79 чел.; - деревня Серегово — 61 чел.; - деревня Чесноки — 0 чел. |